# Prislich
Prislich är en kommun och ort i Landkreis Ludwigslust-Parchim i förbundslandet Mecklenburg-Vorpommern i Tyskland. 
Kommunen ingår i kommunalförbundet Amt Grabow tillsammans med kommunerna Balow, Brunow, Dambeck, Eldena, Grabow, Gorlosen, Karstädt, Kremmin, Milow, Möllenbeck, Muchow och Zierzow.